# Rosen Kolev
Rosen Rosenov Kolev (in bulgaro Росен Росенов Колев?; Sofia, 4 luglio 1990) è un ex calciatore bulgaro, di ruolo difensore.

## Carriera

### Club
Ha giocato nella massima serie dei campionati bulgaro ed hongkonghese.